# Quỷ hút máu dê

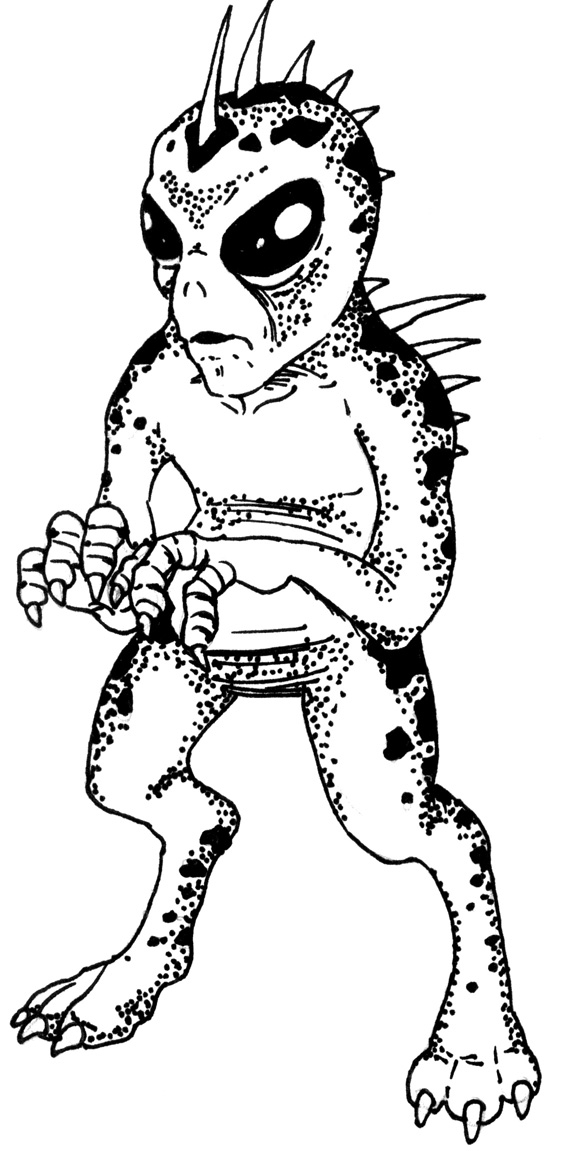
Tranh vẽ mô phỏng về loài quỷ hút máu dê

Quỷ hút máu dê (tên gọi địa phương bằng tiếng Tây Ban Nha là Chupacabra) là một sinh vật được thêu dệt gây nên nhiều huyền thoại vùng núi Gevaudan thuộc Puerto Rico vào giữa những năm 1990 với những mô tả trông giống như một sinh vật kỳ dị có hình dáng giống kangaroo, răng nanh nhọn hoắt và hai mắt đỏ sọc như máu. Chupacabra trong tiếng Tây Ban Nha nghĩa là "kẻ hút máu dê" bắt nguồn từ Puerto Rico vào những năm 1990 khi một loạt những con dê bị cắn chết và bị hút máu bí ẩn (thực sự thì con vật này hút sạch máu những gia súc nhỏ, trong đó có cả dê), sau đó, câu chuyện đã lan truyền nhanh chóng trên thế giới.
Người Nga gọi sinh vật này là "El Chupacabra" hay quái thú ma cà rồng.

## Truyền thuyết
Có nhiều truyền thuyết xoay quanh con quái vật này bắt nguồn từ những vụ tấn công gia súc hàng loạt cùng với những mô tả của nhiều nhân chứng về hình thù kỳ dị của nó từ đó phát sinh nhiều giả thiết khác nhau.

### Các vụ tấn công gia súc
Từ giữa những năm 1990, nhiều người trên thế giới, đặc biệt tại Puerto Rico và các quốc gia Mỹ Latinh, đã truyền miệng về một con quỷ hút máu cực kỳ quái đản, được đặt tên là Chupacabra (tiếng Tây Ban Nha có nghĩa là hút máu dê). Những cuộc tấn công của quái vật hình thù gớm guốc này liên tục được ghi nhận ở Tây Ban Nha, México và Bắc Mỹ
Những cuộc tấn công đầu tiên xảy ra vào tháng 03 năm 1995 tại Puerto Rico. Trong cuộc tấn công này, 08 con dê đều bị chết, mỗi con có 3 vết thương sâu trên ngực và bị hút máu từ tim. Con quái vật bí hiểm ấy đã giết chết hàng loạt gia súc của làng Canovanas và các vùng lân cận rồi hút sạch máu. Khi dân làng tìm thấy gia súc chết la liệt trên đồi, chúng chỉ còn là những cái xác trắng bệch không còn một giọt máu. Theo kiểm nghiệm của bác sĩ thú y, có vẻ như toàn bộ máu đã bị hút cạn chỉ qua 1 hoặc 2 vết cắn rất nhỏ, đường kính từ 7-10 cm.
Sau đó, những cuộc tấn công của quái vật hình thù gớm ghiếc này liên tục được ghi nhận ở Tây Ban Nha, Mexico và Bắc Mỹ. Vài năm sau cuộc tấn công lần đầu tiên, nông dân ở vùng Tulancingo hẻo lánh thuộc Puerto Rico đã bị con quái vật đột kích vào một số trại gia súc và hút sạch máu hàng chục dê, cừu. Sau đó một thời gian, quái thú đột nhập vào một trang trại để lại 7 xác cừu nằm la liệt với những vết cắn xé tàn bạo, một con trong số đó có lỗ cắn xoáy sâu vào cạnh sườn. Tất cả đều trắng bệch vì cạn máu. Theo ghi nhận, những con vật tại thị trấn này đều bị hút hết máu rồi bỏ xác lại ngay hiện trường, tất cả đều chết trong tư thế héo quắt xác, chỉ còn mỗi da bọc xương.
Tiếp đến, người ta đã tìm thấy ít nhất 19 con cừu bị giết tại trang trại Las Compras, thuộc Argentina. Một người sống bên cạnh trang trại ấy (cũng có một con cừu bị chết) kể lại đã thấy những con chó đuổi cừu chạy tán loạn.Tiếp đến tại một ngôi làng nhỏ ở Ecuador người dân cũng hết sức hoang mang khi thấy đàn gia súc của mình bị sát hại với những cách thức tương tự như ở vùng Tulancingo thuộc PuertoRico. Nạn nhân của Chupacabra không chỉ là vật nuôi, mà đôi khi là cả người. Cho đến nay trên cánh tay bà Teodora Reyes ở Mexcio vẫn còn nguyên những vết sẹo dài - dấu tích từ móng vuốt của con quái vật "nửa dơi nửa kangaroo".
Những vụ tấn công sau đó liên tục xuất hiện ở nhiều vùng khác nhau của nước Mỹ, từ California, Texas, Miami cho đến Tucson, Arizona, thậm chí sang cả Mexico. Đáng kể nhất là vụ xảy ra bang Miami, đàn gia súc 69 con của 1 nông dân thị trấn Sweetwater bị giết sạch chỉ trong vòng 1 đêm, tất cả đều có những vết cắn giống nhau trên cổ và đều bị hút cạn máu. Tại Nga, nhiều nông dân ở Nga đang phải sống trong sự hoang mang sợ hãi và kêu gọi các linh mục địa phương ban phước cho các đàn gia súc bởi họ đang lo sợ một quái thú hút máu huyền thoại đứng đằng sau một loạt các cuộc tấn công tàn bạo nhằm vào vật nuôi của họ.

### Mô tả đại cương
Theo truyền thuyết và những mô tả phổ biến nhất, Chupacabra là sinh vật có hình dáng giống kangaroo, răng nanh nhọn hoắt và hai mắt đỏ sọc như máu. Theo chứng nhân đầu tiên, Chupacabra có 2 chân, cao từ 1,2 đến 1,5m và hàng gai nhọn chạy dọc suốt sống lưng. Con quái này có chân tay thon dài, với cái đầu giống như sinh vật ngoài hành tinh một số nhân chứng khác cũng thống nhất đây là con quái thú cao 1,2 – 1,5m, mắt đỏ như mắt người ngoài hành tinh, móng vuốt dài và những gai nhọn cắm trên lưng.

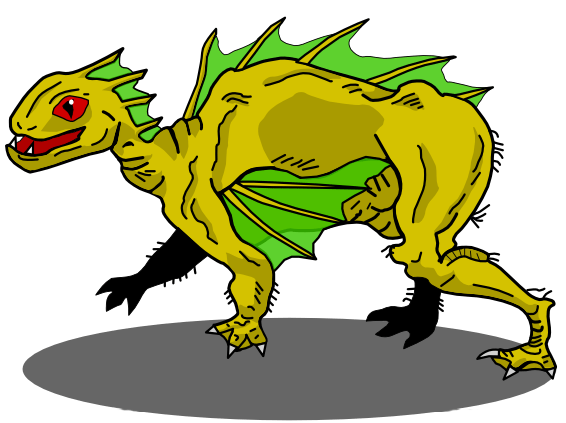
Một mô tả khác về loài quỷ hút máu dê

Phần nhiều các nhân chứng khẳng định sinh vật này cao khoảng 1,2m, da sần sùi như khủng long, mắt đỏ ngầu, kích thước chỉ độ như mắt gà, răng nanh dài và nhọn, có sừng gai ở đầu và dọc sống lưng" và cho rằng sinh vật có họ với ma cà rồng, mình kangaroo, răng nanh nhọn hoắt và mắt đỏ sọc máu. Con quái vật có những bước nhảy tưng tưng như kangaroo và phát ra mùi lưu huỳnh nồng nặc,  mùi đặc trưng đó là công cụ để Chupacabra làm cho con mồi của mình tê liệt, không thể giãy giụa hay kêu gào khi bị hút máu. Cũng có lúc Chupacabra thể hiện sức mạnh phi thường bằng việc kéo đổ cánh cửa sắt cao 5m để đột nhập vào chuồng gia súc săn mồi.
Tuy nhiên cách mô tả đôi khi không trùng khớp nhau, có nhân chứng mô tả con thú trông tựa con kangaroo, thì những nhân chứng khác lại bảo chúng giống một con thỏ, một con chó, thậm chí một con dơi khổng lồ. Thậm chí có người còn khẳng định rằng con quái vật hung tợn lưỡi dài như lưỡi rắn, và còn có thể bay được. Nhiều nhân chứng khác kể rằng con thú có mõm nhọn khác thường, cơ thể nhẵn thín lông và bộ răng rất lạ. Có người thấy đó là một khuôn mặt đỏ-xám, một khuôn mặt đáng sợ trông giống như một con dơi nhe răng nanh.
Ngoài ra, một tờ báo giấy đăng tải bức ảnh mô tả sinh vật đứng bằng hai chân sau, cao chừng 1,5m có gai trên lưng với cánh tay dài và gầy gò và cho rằng đó chính là thủ phạm gây ra các vụ tấn công đẫm máu trên. Các nhân chứng mô tả quái thú Chupacabra giống như một con gấu nhỏ có gai trên mình.

## Các giả thiết
Có nhiều giả thiết được đặt ra, theo đó con vật bí hiểm được nói đến lần đầu ở Puerto Rico, những con gia súc bị cắn chết, giả định đều do thủ phạm là Chupacabra, đều có vết thương là một lỗ sâu hoắm cắm vào động mạch cổ, chứng tỏ cách sát hại gia súc của chúng là hút máu. Vì "nạn nhân" đa số là dê, nên con quái thú được gọi luôn là Chupacabras, có nghĩa là "Quỷ hút máu dê". Nhiều người cho rằng Chupacabra thực ra là một loài sói hoang, nhưng nhiều người lại cho rằng đó đích thực là một con quỷ hút máu người.
xxxxnhỏ|trái|150px|Quỷ hút máu dê được mô hình hóa trên mạng]]
Sau vụ tấn công tại vùng Tulancingo thuộc Puerto Rico, một thông tin từ Hoa Kỳ cho biết, quái vật Chupacabra đã bị xe tải chạy ngang qua đường cán chết, một chuyên gia nghiên cứu động vật của Mỹ đã được mời đến nhưng ông này chỉ khẳng định con thú mà người dân vùng Tulancingo tóm được chỉ là cáo xám, không hơn. Con cáo này bị ghẻ. Đó là nguyên nhân nó bị trụi hết lông và da đổi màu xám xịt. Cáo ghẻ rất dễ chết sau khi mắc bệnh. Nhưng khi đó người dân vùng này vẫn không tin đó là sự thật.
Các nhà ufo học cho rằng Chupacabra có thể là một sinh vật ngoài hành tinh không có hình dạng người hoặc là những vật nuôi mà người ngoài hành tinh mang theo, đã trốn thoát ra khỏi một con tàu vũ trụ khi hạ cánh xuống Trái đất. Nhưng người khác lại nói loài quái thú này xuất hiện từ sự đột biến di truyền vì Puerto Rico đã từng bị Mỹ dùng làm nơi thử những vũ khí phóng xạ. Cũng có giả thuyết đưa ra rằng Chupacabra chính là sinh vật ngoài hành tinh. Không phải ngẫu nhiên quân đội Mỹ thiết lập căn cứ bí mật Aresibo tại Puerto-Rico để kiểm chứng và theo dõi những cuộc thăm viếng bất thường từ ngoài trái đất.

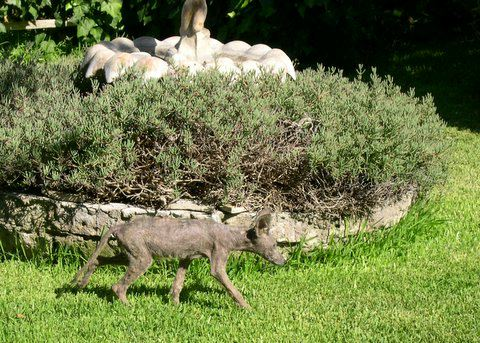
Quỷ hút máu dê thực sự là những con chó sói hoang, con cáo hoang bị bệnh ghẻ

Một số ý kiến khẳng định rằng Chupacabra chỉ là một truyền thuyết đô thị, và sau đó trở thành vô cùng phổ biến trên thế giới nhờ mạng internet cũng như một số nhân chứng bị hoang tưởng thêu dệt nên. Trong 2 năm 1995-1996, có tới 200 đoàn khảo sát và đội săn đến Puerto Rico để bắt con quái thú nhưng không có kết quả. Một nhà nghiên cứu khẳng định rằng "Vào giữa thập kỷ đầu của thế kỷ 21, tất cả những chuyện hoang đường người ta đều gọi chung là "Chupacabra" như con sói ghẻ lở đồng cỏ, xác con gấu trúc Mỹ kì dị,… kể cả những con cá chết khô ở Mexico, chẳng có chút liên quan gì đến Chupacabra".
Theo một số báo chí thì bí mật về quái vật này được cho là đã được giải đáp trong năm 2011, theo nghiên cứu của các nhà khoa học Mỹ thì Chupacabra thực ra chỉ là một loài cáo bị mắc bệnh ghẻ. Sau khi đưa một số mẫu da của con thú còn rơi vãi khi tấn công gia súc được gửi đi xét nghiệm DNA, các nhà khoa học Mỹ một lần nữa đã chứng minh, thực chất quái vật hút máu Chupacabra chỉ là một loài cáo xám bị ghẻ. Ngoài ra có nhiều khẳng định cho rằng những con mà người ta nghi là chupacabra đã được tìm thấy tại Mỹ, hầu hết ở Texas và New Mexico thực ra chỉ là những con chó, cáo và chó sói đồng cỏ bị mắc bệnh dại.